# Der Elfstier
Der Elfstier, auch Wasserstier, ist ein mythischer Stier im irischen und schottischen Volksmärchen, von der Isle of Man sowie aus Norddeutschland. Die Erzählung vom Elfstier ist in den Irischen Elfenmärchen der Brüder Grimm enthalten, die sie 1825 aus Fairy legends and traditions of the South of Ireland von Thomas Crofton Croker übersetzten. Auch in Deutschland sind ähnliche Sagen bekannt.

## Mythologie und Aussehen
Das Motiv der Stiergestalt von Fruchtbarkeit bringenden mythischen Figuren ist von der Frühzeit bis zu den Volkssagen der Neuzeit feststellbar. Ein unter Wasser lebender Stier, entweder im Meer oder in einem See, kommt in regelmäßigen Abständen an Land und paart sich dort mit den am Ufer weidenden Kühen. Im irischen und schottisch-gälischen wird er tarbh uisge, in Manx, der ausgestorbenen Sprache der Insel Man, tarroo ushtey genannt (beides bedeutet „Wasserstier“).
Der Elfstier wird in Irland als klein, mausfarbig, mit gestutzten Ohren, kurzen Hörnern und kurzen Beinen, aber einem langen Leib mit glattem Fell beschrieben. Er ist sehr stark und angriffslustig, weidet immer nachts nahe an einem Gewässer und frisst das grüne Korn. Seine Anwesenheit erkennt man an der großen Unruhe, die die ganze Rinderherde erfasst. Ein Mensch kann den Elfstier nur erblicken, wenn er durch ein von Elfen gebohrtes Astloch oder durch eine von einem Elfenschuss durchlöcherte Tierhaut blickt. Allerdings ist er dann, wenn er tatsächlich den Elfstier gesehen hat, auf diesem Auge für immer blind.

## Irische Sage
Die Kuh eines Pächters, dessen Grundstück an einem Fluss lag, ließ sich niemals von einem normalen Stier decken. An einem bestimmten Tage aber verließ sie die Herde, ging zum Ufer gegenüber einer kleinen dichtbewachsenen Insel und schwamm hinüber. Nach ihrer Rückkehr warf sie jedes Mal ein Kalb, das genauso wie der Elfstier aussah. Einmal zu Martini sagte der Pächter zu seinen Leuten, als die Rede auf den Weihnachtsbraten kam, dass er diese Kuh schlachten wolle, denn sie habe ihren Dienst am Pflug getan und viele schöne Jungstiere geworfen. Im gleichen Augenblick durchbrach die Kuh zusammen mit allen ihren Jungen die Wand des Stalles und lief mit ihnen zum Fluss. Sie schwammen über ihn zur Insel, wo sie im Dickicht verschwanden und nie wieder gesehen wurden.

## Schottische Sage
Anfang des 13. Jahrhunderts soll die Sage vom Elfstier schon in Island bekannt gewesen sein (Eyrbyggia-Saga, Cap. 63) und dürfte von dort nach Schottland gelangt sein. Eine Kuh verschwindet plötzlich, jemand sieht sie auf der Weide mit einem grauen Stier, der offenbar dem mäusefarbigen Stier der irischen Sage gleicht. Im Winter steht die Kuh auf einmal trächtig vor dem Stall und wirft gegen den Sommer ein Stierkalb, das so groß ist, dass sie beim Kalben umkommt. Eine alte blinde Hellseherin ruft, als sie das Kalb brüllen hört: „Das ist das Gebrüll eines Elfen und nicht eines lebendigen Wesens, ihr werdet wohltun, es sogleich zu töten!“ Aber wegen der Schönheit des Tieres wird das nicht getan. Es wächst gewaltig heran und durchbohrt mit den Hörnern im vierten Jahr seinen eigenen Herrn.

## Deutsche Sage
Eine ähnliche Sage wird in Deutschland erzählt: Im Buch Der abenteuerliche Simplicissimus von Hans Jakob Christoffel von Grimmelshausen (Buch V, Cap. 10) ist zu lesen, dass aus dem Mummelsee (dem See der Nixen) ein brauner Stier herausgestiegen sei und sich zu dem anderen Vieh gesellt habe. Eine Nixe oder ein Nöck sei ihm gefolgt, um ihn wieder zurückzutreiben, aber erst als ihm alles Leid der Irdischen angedroht wurde, sei er wieder in den See zurück getaucht.
Weitere Sagen über Elfstiere: Wassergeist an der Kesselquelle bei Zwiefalten, Wasserstier im Muswillensee bei Wiechendorf, Wasserstier im Wesendorfer See, in der „Bullenkuhle“ bei Hankensbüttel und im Balksee sowie Elfstiere, die aus dem Hügel bei Melzingen und aus der Anhöhe zwischen Beverbeck und Bardenhagen in der Lüneburger Heide kamen.